# Dan Larsson (journalist)
Dan Sylvard Larsson, född 27 mars 1950 i Porjus i Jokkmokks församling, är en svensk journalist och författare.

## Biografi
Larsson är uppvuxen i Malmberget och har en maskiningenjörsutbildning på gymnasienivå. Han var 1976–1983 gruvarbetare vid gruvan i Malmberget och arbetade under jord med ortdrift och lastning. 1984 gick han en ettårig utbildning på journalistlinjen vid Kalix folkhögskola och arbetade 1985–2000 som journalist vid Norrländska Socialdemokraten. Han har därefter varit frilansreporter och författare.
Larsson var en av flera journalister som bevakade när Thomas Quick ställdes inför rätta för första gången i Piteå 1994. Han kom senare att ifrågasätta processen bland annat genom den 1998 utgivna boken Mytomanen Thomas Quick: en dokumentation samt en debattartikel i Dagens Nyheter samma år. Boken utkom 2012 i en uppdaterad utgåva under titeln Mytomanen Thomas Quick: från början till slutet.